# Marchese di Pembroke

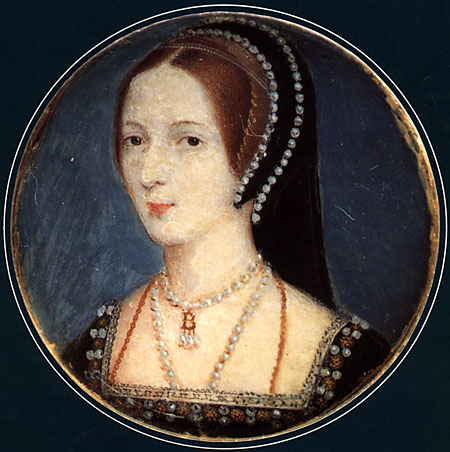
Ritratto di Anna Bolena, prima (e unica) marchesa di Pembroke.

Marchese di Pembroke è un titolo della Paria d'Inghilterra creato da re Enrico VIII d'Inghilterra per la sua amante e futura sposa, Anna Bolena. Esso fu il primo titolo di parìa ereditaria concesso ad una donna nella storia inglese.

## Sfondo storico
Il titolo di Conte di Pembroke era stato uno dei capisaldi titolari per la dinastia dei Tudor. Esso era stato detenuto per la prima volta dallo zio di Enrico VIII, Gaspare Tudor, e si riferiva al luogo di nascita di Enrico VII. Enrico VIII decise di elevare di rango la propria amante prima di sposarla, recuperando l'antico titolo di marchesato di Pembroke.

## Creazione
Sabato 1º settembre 1532 Anna Bolena ottenne il marchesato di Pembroke e i territori ad esso annessi, perlopiù nel Galles, per un totale di 1.000 sterline. La cerimonia d'investitura venne condotta da Enrico VIII in persona nel Castello di Windsor e fu molto elaborata, alla presenza delle maggiori autorità di stato e del clero, incluso il padre di Anna, Thomas Boleyn, I conte del Wiltshire, il Duca di Norfolk, il Duca di Suffolk, l'Arcivescovo di York, il Vescovo di Winchester e il Vescovo di Londra. Presenziò alla cerimonia anche l'ambasciatore francese. Il Vescovo di Winchester lesse la regia patente per la creazione del titolo, mentre il re mise sul capo di Anna la corona di marchese e i vestiti di stato, oltre ai documenti per la presa di possesso di quelle terre.

### Successione
Il marchesato venne garantito ad Anna e ai suoi eredi maschi, sia legittimi che illegittimi, includendovi in questo modo anche eventuali figli avuti dal re prima del matrimonio, fatto piuttosto inusuale per l'epoca ma comprensibile data la posizione di Anna.

### Fine del marchesato
Non è chiaro ancora oggi quando il marchesato di Pembroke abbia cessato di esistere. Gli storici hanno evidenziato tre possibilità:
1. potrebbe essere stato unito alla corona con il matrimonio di Anna Bolena col Enrico VIII il 28 maggio 1533.[5]
2. Potrebbe essere stato dichiarato nullo il 15 maggio 1536 quando Anna venne dichiarata colpevole di alto tradimento.[5]
3. Si potrebbe essere estinto con la morte per decapitazione di Anna avvenuta il 19 maggio 1536 senza eredi maschi.[5]